# Rettungsgeschwister
Rettungsgeschwister oder Rettungsbabys sind Kinder, die von den Eltern künstlich gezeugt und ausgewählt werden, um mit ihrem passenden Erbmaterial einem kranken Geschwister zu helfen. Es handelt sich um Embryonen, die aus der Vereinigung von verschiedenem Erbgut künstlich erzeugt wurden.
Sie werden durch In-vitro-Fertilisation gezeugt und mittels Präimplantationsdiagnostik von den Eltern ausgewählt. Rettungsgeschwister sollen also Zellspender für anderweitig unheilbar kranke ältere Geschwister sein, zum Beispiel als Spender für Stammzellen des Knochenmarks. Aus dem Nabelschnurblut des Rettungsgeschwisters können kurz nach der Geburt Nabelschnurblutstammzellen gewonnen werden, die für die Transplantation in das kranke Geschwisterkind verwendet werden können. Stammzellen aus Nabelschnurblut haben gegenüber jenen aus Knochenmark den Vorteil einer höheren Teilungsfähigkeit und werden speziell für Therapieansätze im Bereich des Klonens und der Rettungsgeschwister bedeutsamer. Die Regenerative Medizin arbeitet dahingehend intensiv an der Entwicklung neuer medizinischer Anwendungsfelder in der Stammzellforschung. Mithilfe von Züchtungen aus Stammzellen können kranke und zerstörte Zellen, Gewebearten, Knochen und sogar Organe therapiert werden.
Rettungsgeschwister werden manchmal den sogenannten Designerbabys zugerechnet. Der Begriff „Designerbaby“ beinhaltet allerdings auch eine gezielte Veränderung der Gene von Embryonen, bei der von den Eltern gewünschte Eigenschaften (zum Beispiel Intelligenz, Sportlichkeit) bevorzugt werden. Eine derartige Manipulation ist für Rettungsgeschwister nicht Voraussetzung und bisher auch technisch nicht möglich.

## Geschichte

### Jamie Whitaker
Das erste „Designerbaby“ Europas, Jamie, ist nach Berichten von BBC-online 2003 im Vereinigten Königreich geboren worden. Die Nabelschnur von Jamie sollte dem älteren krebskranken Bruder Charlie helfen. Jamie ist nach Angaben der Eltern als Embryo genetisch selektiert worden, damit er seinem vierjährigen Bruder helfen kann. Die genetischen Untersuchungen wurden nicht im Vereinigten Königreich durchgeführt, sondern in den USA, weil britische Gesetze dieses Verfahren nicht erlauben.

### Javier
Am 13. Oktober 2008 wurde Javier geboren. Er ist das erste „Designerbaby“ Spaniens und soll seinen älteren Bruder heilen. Nach einer künstlichen Befruchtung hatten die Ärzte des Krankenhauses Virgen del Rocío in Sevilla mit Hilfe der Präimplantationsdiagnostik denjenigen Embryo ausgewählt, der den Gendefekt nicht aufweist und genetisch am besten zu Andrés Jr. passt. Mit den Zellen aus dem Nabelschnurblut seines kleinen Bruders soll er nun eine Knochenmarktransplantation erhalten. Die Heilungschancen sehen die Ärzte bei 70 bis 90 Prozent. Wenn alles klappt, ist Andrés in fünf Jahren völlig gesund. Von dem Begriff „Designerbaby“ wollen die Eltern indes nichts wissen. „Wir haben uns schon immer ein zweites Kind gewünscht.“

### Britisches Embryonengesetz
Das Unterhaus des Vereinigten Königreiches hat nach einer monatelangen Debatte ein umstrittenes Gesetz gebilligt, das es neben anderen Dingen erlaubt, Rettungsgeschwister zu produzieren. 355 Abgeordnete votierten bei der Abstimmung am 22. Oktober 2008 für den Text, 129 Abgeordnete stimmten dagegen.

## Kritik
Rettungsgeschwister sind ethisch umstritten, da sie eine gezielte Auswahl einer passenden befruchteten Eizelle erfordern und somit als Form der genetischen Diskriminierung in vielen Ländern illegal ist. Das heißt auch, dass andere befruchtete Eizellen nicht ausgewählt werden und somit nicht die Chance auf weiteres Leben haben, weil sie nicht als Spender für das ältere, kranke Geschwisterkind in Frage kämen. Die auf Rettungsgeschwister aufbauenden Therapiekonzepte bewegen sich im Spannungsfeld ethischer und rechtlicher Fragestellungen. Deswegen wird die Forderung nach einer rechtlichen Neuregelung und einer Ausweitung des Embryonenschutzes in der Bundesrepublik intensiv diskutiert. 